# D'Artagnan (personaggio)
D'Artagnan, ispirato alla reale figura di Charles de Batz de Castelmore d'Artagnan, è un personaggio immaginario protagonista del ciclo di romanzi d'avventura e di cappa e spada dello scrittore francese Alexandre Dumas dedicati ai tre moschettieri.
La vera vita di D'Artagnan era stata utilizzata per la prima volta dal novelliere Gatien de Courtilz de Sandras per il suo libro "Les mémoires de M. d'Artagnan" del 1700. In seguito Dumas, con la collaborazione di Auguste Maquet, ha utilizzato a sua volta l'opera di Sandras come fonte principale per la sua trilogia: I tre moschettieri, Vent'anni dopo e Il visconte di Bragelonne.
Dumas segue la vita di D'Artagnan dagli inizi della sua carriera fino alla morte avvenuta in battaglia a Maastricht; anche sapendo benissimo che la versione di Sandras era stata fortemente romanzata, nella prefazione al primo libro induce a credere che le memorie fossero reali, al fine di rendere il suo romanzo più credibile.
Alcuni studiosi ritengono che molti degli aspetti più forti del carattere di D'Artagnan siano in realtà stati presi dalla vita del padre mulatto dell'autore, il generale Alexandre Dumas.

## Storia letteraria
Inizialmente D'Artagnan interpreta la parte d'un giovanotto d'umili natali proveniente dalla Guascogna, facendosi subito notare per il suo carattere spavaldo, impetuoso e un po' incosciente; un'autentica testa calda che cerca di coinvolgere il Conte di Rochefort e i tre moschettieri in singolar tenzone.
Rapidamente fa amicizia con i moschettieri e contemporaneamente ha tutta una serie d'avventure che lo mettono in forte contrasto col cardinale Richelieu, in quel momento primo ministro del regno di Francia: alla fine il cardinale, notevolmente impressionato per l'abilità e le capacità di D'Artagnan, lo promuove tenente dei moschettieri della guardia.
Questo fatto dà il via al suo lungo servizio attivo nella carriera militare, come viene dettagliatamente raccontato nel seguito della trilogia. Il ruolo di D'Artagnan tra i moschettieri è quello di leader - le sue astuzie e abilità in battaglia sorprendono più volte gli amici -, ma viene anche considerato come una sorta di pupillo dai tre, data la sua giovinezza ed inesperienza negli intrighi di corte.
Soprattutto Athos lo vede non solo come miglior amico e compagno d'arme, nonostante il suo iniziale impegno come guardia alle dipendenze di Richelieu, ma come un vero e proprio figlio. Tutti e tre i moschettieri continuano sempre ad esser nei suoi confronti molto protettivi.
Nel secondo romanzo della trilogia D'Artagnan frequenta la Fronda e tenta con i suoi tre amici di salvare Carlo I d'Inghilterra. Dimessosi dal suo incarico di comandante delle guardie reali, si fa fautore di restaurare al trono Carlo II d'Inghilterra. Ma quando Luigi XIV lo richiama, D'Artagnan torna a corte, per continuare a seguire scrupolosamente il proprio dovere e verrà coinvolto anche nel caso riguardante la maschera di ferro.
La sua morte, avvenuta durante l'assedio di Maastricht, dà un tocco tragico alla fine della storia: egli viene ferito a morte proprio mentre sta leggendo il bando che lo ha appena promosso a maresciallo.

## Film e televisione
Tra gli attori che hanno rivestito il ruolo di D'Artagnan abbiamo:
- Aimé Simon-Girard in Les Trois Mousquetaires (1921)
- Douglas Fairbanks in I tre moschettieri (1921) e La maschera di ferro (1929)
- Walter Abel in I tre moschettieri (1935)
- Don Ameche in I tre moschettieri (1930)
- Warren William in L'uomo dalla maschera di ferro (1939)
- Gene Kelly in I tre moschettieri (1948)
- Georges Marchal in Les Trois Mousquetaires (1953, Francia)
- Laurence Payne in I tre moschettieri (serie TV) (1954)
- Maximilian Schell in I tre moschettieri (film TV) (1960)
- Gérard Barray in Les Trois Mousquetaires (1961, Francia)
- Jean Marais in Le Masque de fer (film francese di L'uomo dalla maschera di ferro) (1962)
- Jeremy Brett in I tre moschettieri (serie TV) (1966)
- Kenneth Welsh in I tre moschettieri (film per la televisione canadese) (1969) Dominique Paturel in D'Artagnan (miniserie televisiva 1969)
- Sancho Gracia Los Tres Mosqueteros (serie TV) (1971)
- Michael York in I tre moschettieri (1973), I quattro moschettieri (1974), Il ritorno dei tre moschettieri (1989), e La Femme Moschettiere (miniserie TV) (2003)
- Tony Kendall nella parodia Li chiamavano i tre moschettieri... invece erano quattro (1973)
- Mikhail Boyarsky in D'Artagnan e I tre moschettieri (1978) e il suo sequel (1992, 1993, 2009)
- Louis Jourdan in L'uomo dalla maschera di ferro (film TV) (1977)
- Cornel Wilde in Il quinto moschettiere (1979)
- Nikolai Karachentsov in Cane in Stivali (1981)
- Chris O'Donnell in I tre moschettieri (1993)
- Philippe Noiret in La fille de d'Artagnan (La figlia di D'Artagnan o La vendetta dei moschettieri) (1994)
- Dennis Hayden all'inizio del film del 1998 L'uomo dalla maschera di ferro
- Gabriel Byrne in La maschera di ferro (1998)
- Justin Chambers in D'Artagnan (2001)
- Hugh Dancy in Young Blades (episodio pilota mai andato in onda di una serie TV) (2001)
- Charles Shaughnessy in Young Blades (serie TV) (2005)
- Logan Lerman in I tre moschettieri (2011)
- Luke Pasqualino in I moschettieri (2013)
- Pierfrancesco Favino in Moschettieri del re - La penultima missione (2018)
- Pierfrancesco Favino in Tutti per 1 - 1 per tutti (2020)